# 5975 Otakemayumi
5975 Otakemayumi (1992 SG) là một tiểu hành tinh vành đai chính được phát hiện ngày 21 tháng 9 năm 1992 bởi Endate và Watanabe ở Kitami.